# Bashkia e Rrëshenit
Bashkia e Rrëshenit är en kommun i Albanien.   Den ligger i prefekturen Qarku i Lezhës, i den norra delen av landet, 50 kilometer norr om huvudstaden Tirana.
Omgivningarna runt Bashkia e Rrëshenit är en mosaik av jordbruksmark och naturlig växtlighet.  Runt Bashkia e Rrëshenit är det ganska glesbefolkat, med 38 invånare per kvadratkilometer.